# Arnaud Destatte
Arnaud Destatte (ur. 26 lipca 1988 w Uccle) – belgijski lekkoatleta, sprinter.
Brązowy medalista mistrzostw Europy w Barcelonie w 2010 roku w sztafecie 4 × 400 metrów. Mistrz Belgii z 2010 roku w biegu na 400 m (46,28 s).
1 maja 2013 sztafeta 4 × 400 metrów w składzie Dylan Borlée, Jonathan Borlée, Arnaud Destatte i Kévin Borlée ustanowiła czasem 3:06,06 klubowy rekord Belgii na tym dystansie.

## Sukcesy sportowe
- 2009 – Belgrad, uniwersjada – czwarte miejsce w sztafecie 4 × 400 m
- 2010 – Barcelona, mistrzostwa Europy – brązowy medal w sztafecie 4 × 400 m

## Rekordy życiowe
- bieg na 100 metrów – 10,87 s (Ninove, 9 sierpnia 2008)
- bieg na 200 metrów – 21,60 s (Oordegem, 5 sierpnia 2008)
- bieg na 400 metrów – 46,28 s (Bruksela, 18 lipca 2010)